# 安东尼·谢才
安東尼·蔡希（法語：Antoine de Chézy，1718年—1798年10月4日），中文音譯名稱又做蔡司、切西，法國水利工程师，於西元1769年總結提出了水力学常用的蔡希公式（英語：Chézy formula）而聞名於世。

## 蔡希公式
蔡希公式（英語：Chézy formula）為安東尼·蔡希透過實驗推演的經驗公式，其代表的是一定量均勻流體的流速，公式為
{\displaystyle V=C{\sqrt {R_{h}S}}}
其中
- V  為 平均流速，單位(m/s)
- C  為 Chezy係數，為阻力系數
- Rh 為 水力半徑，單位(m)
- S  為 水力坡度(又作波降、斜率）